# Françoise Gilot
Françoise Gilot (Neuilly-sur-Seine, 26 november 1921 – Manhattan (New York), 6 juni 2023) was een Frans kunstschilderes. Zij was de minnares en muze van de Spaanse kunstenaar Pablo Picasso en de moeder van hun kinderen Claude en Paloma.
Ze groeide op in Parijs met haar vader, bekend zakenman, en haar moeder, aquarelliste. Tijdens haar opleiding rechten sloeg ze nogal eens colleges over om zich aan de kunsten te kunnen wijden. Hoewel haar moeder zelf kunstenares was, vond ze haar atelier bij haar grootmoeder.
In 1942, op haar 21ste, ontmoette ze Pablo Picasso, toen 62. Ze werden minnaars en uit hun relatie werden Claude en Paloma Picasso geboren. De relatie duurde van 1944 tot 1953. Elf jaar na hun scheiding schreef Françoise Life with Picasso ('Leven met Picasso'), dat wereldwijd een grote ontvangst kreeg. Het is een van de eerste en een van de weinige boeken over een dagelijkse omgang met Picasso.
In 1969 werd Gilot voorgesteld aan de wetenschapper en arts Jonas Salk op een kunstbeurs. Hun belangstelling voor architectuur was wederzijds en in 1970 trouwden zij. Het huwelijk eindigde met het overlijden van Salk in 1995. Gilot bleef schilderen, in New York, La Jolla (Californië) en Parijs.
Ze werd 101 jaar oud en overleed in Manhattan.